# Dominique-Jean Larrey
Dominique-Jean Larrey (Beudian, 8 de juliol de 1766 - Lió, 25 de juliol de 1842) fou un cirurgià que, en les guerres napoleòniques, va crear el transport per ambulància, va introduir els principis de la sanitat militar moderna, i va realitzar els primers triatges en els camps de batalla.

## Infància
Va néixer a Beudian, un petit poble dels Pirineus, al sud de França (departament d'Alts Pirineus, prop de Banhèras de Bigòrra), el 8 de juliol de 1766. En quedar orfe a curta edat, després de la mort del seu pare, sabater d'ofici, va ser educat pel sacerdot de la parròquia, Abbot Grasset el qual, en adonar-se de les grans aptituds del noi, el va instruir durant deu anys en disciplines diverses incloent el llatí i el francès.

## Formació quirúrgica

### Estudis de cirurgia a Tolosa

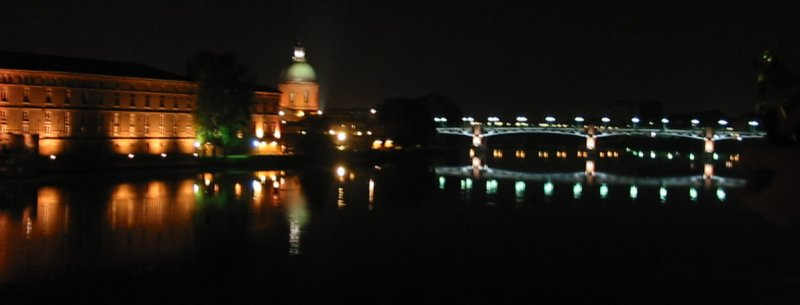
Visió nocturna del pont de Saint Pierre de Tolosa amb la cúpula de coure de l'Hospital Saint-Joseph de la Grave al fons

Amb antecedents familiars en la dedicació a la cirurgia (el seu avi havia estat cirurgià barber a Tarbes i el seu oncle exercia de cirurgià a Tolosa) va decidir afrontar els estudis de cirurgia. En 1780, a l'edat de 13 anys va viatjar a peu durant cinc dies fins a Tolosa per reunir-se amb el seu oncle, Alexis Larrey, cirurgià en cap de l'Hospital Sant-Joseph de la Grave de Tolosa.
Va estudiar a l'Escola de Cirurgia on el 1786 va obtenir el primer premi de la societat Saint-Joseph de la Greu, atorgant-li la titulació de Professeur élève. Va escriure una tesi sobre les càries, La carie des os, per la qual va obtenir com a distinció la médaille de Vermeil aux armes de la ciutat de Tolosa. En la mateixa època es va afiliar a la lògia maçònica dels Écossais fidèles.

### Formació a París

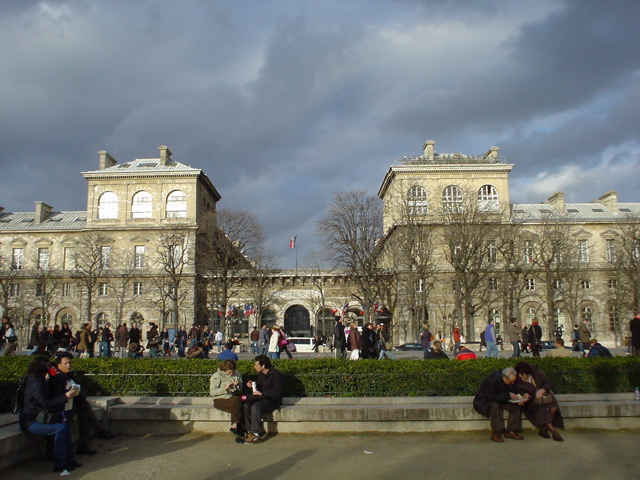
Hôtel de Dieu de Paris

En 1787 viatja a París per consolidar el seu coneixement de la cirurgia amb el prestigiós cirurgià de l'Hospital de l'Hôtel Dieu, Pierre Joseph Desault (1744-1795). En un primer moment, accepta un lloc de cirurgià en l'Armada Francesa, i és destinat a la fragata La Vigilante, encarregada de patrullar a les costes de Terranova. No obstant això, els seus continus marejos, el que anomena Mal de Mer, li fan desistir i abandona l'Armada.
Després del seu fracàs com a metge naval, torna a París per exercir com a cirurgià ajudant en el Servei de Desault de l'Hôtel de Dieu i posteriorment a Els Invàlids amb un altre cirurgià de prestigi, Raphaël Bienvenu Sabatier. Participa activament en els moviments de la Revolució Francesa i el 1794 es casa amb la pintora Marie-Élisabeth Laville-Leroux.

## Larrey, metge militar napoleònic

### Creació del transport en ambulància

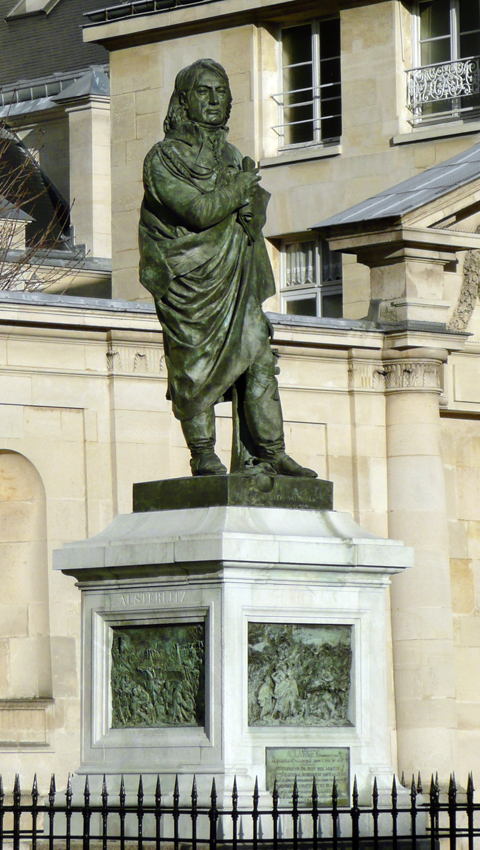
Estàtua de Dominique-Jean Larrey a l'Església de Val-de-Grace (Paris)

El 1792, amb l'esclat de la guerra francoaustríaca, es va incorporar com a metge d'oficials a l'exèrcit del Rhin. Atònit davant l'obsoleta organització sanitària militar proposa una innovació estratègica que de fet representa la concepció de la sanitat militar moderna. Fins llavors, els soldats ferits en combat romanien en el camp de batalla fins a la finalització de l'enfrontament, de vegades fins a 24 hores després de l'inici de les hostilitats. Només llavors els ferits eren evacuats fins a l'hospital de campanya que, segons les ordenances, havia de situar-se a uns cinc quilòmetres del camp de batalla. Larrey va observar que era distància i temps suficients perquè la major part dels ferits morís abans de rebre ajuda. Tot això comptant que els soldats tinguessin la sort de pertànyer al bàndol victoriós. En cas contrari els ferits eren abandonats o rematats en el mateix camp de batalla.
Els resultats d'una escaramussa a Limburg són el detonant perquè Larrey sol·liciti permís per a la creació d'un servei d'ambulàncies, compost per equips formats per un metge, un oficial d'intendència, un suboficial, 24 soldats i un timbaler encarregat de portar el material d'embenat. Al costat de la part humana, el servei es complementava amb 12 lliteres lleugeres, 4 pesades i 1 carreta, dissenyada especialment per Larrey i anomenada ambulance volant, que combinava la rapidesa amb la seguretat i la comoditat i que consistia en una cambra tancada que estava unida, per mitjà de ballestes, a un carro lleuger de dues rodes i tirat per dos cavalls. Les pistoleres de les selles de muntar van ser transformades en bosses de transport per a material sanitari. La seva proposta era seguir l'avantguarda de l'exèrcit, assistir "in situ" les víctimes i traslladar-les a l'hospital de campanya. Les ambulàncies volants van tenir el seu baptisme de foc en la batalla de Landau, en el transcurs de la qual Larrey va ser ferit en una cama; tanmateix va seguir operant. L'èxit va ser total, i Larrey va ser destinat el 1793 a París amb la finalitat d'organitzar un servei d'ambulàncies volants per a tot l'exèrcit.

### Relació amb Napoleó

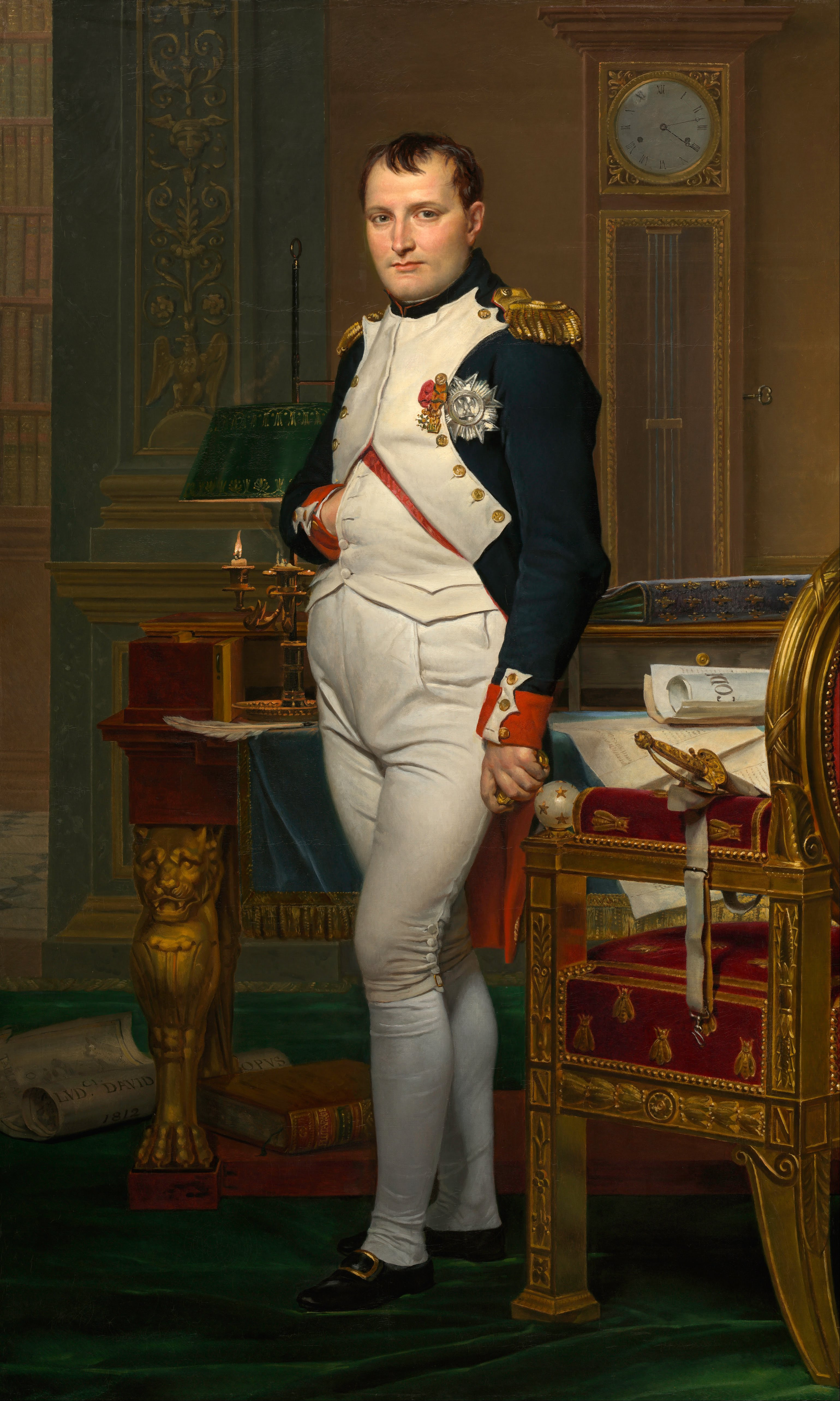
Napoleó, per Jacques-Louis David

Va conèixer Napoleó a Toló el 1794, quan Larrey va ser destinat com a Cirurgià en Cap a l'exèrcit encarregat de recuperar Còrsega als anglesos i Napoleó era un prometedor comandant d'artilleria. Va seguir Napoleó en totes les seves campanyes, des de la d'Itàlia en 1797 fins a Waterloo el 1815, al llarg de gairebé 18 anys. Larrey va servir en un total de 25 campanyes, amb 60 grans batalles i 400 enfrontaments menors. Napoleó sempre el va tenir en gran consideració. No en va, el considerava un element important en les seves campanyes per l'efecte que la nova organització en l'evacuació dels ferits exercia en la moral de la tropa. Després de les campanyes de Còrsega, Espanya i Orient, va tornar a França i va rebre de Napoleó el títol de baró i el nomenament de cirurgià honorífic dels Chasseurs de la Garde (cos de guàrdia personal de l'Emperador). Va ser citat per Napoleó en el seu testament a Santa Elena amb aquestes paraules: «Per al cirurgià de l'exèrcit francès baró Larrey deixo la suma de cent mil francs. És l'home més virtuós que he conegut. Ha deixat en el meu esperit la idea d'un veritable home de bé.

### La campanya d'Egipte

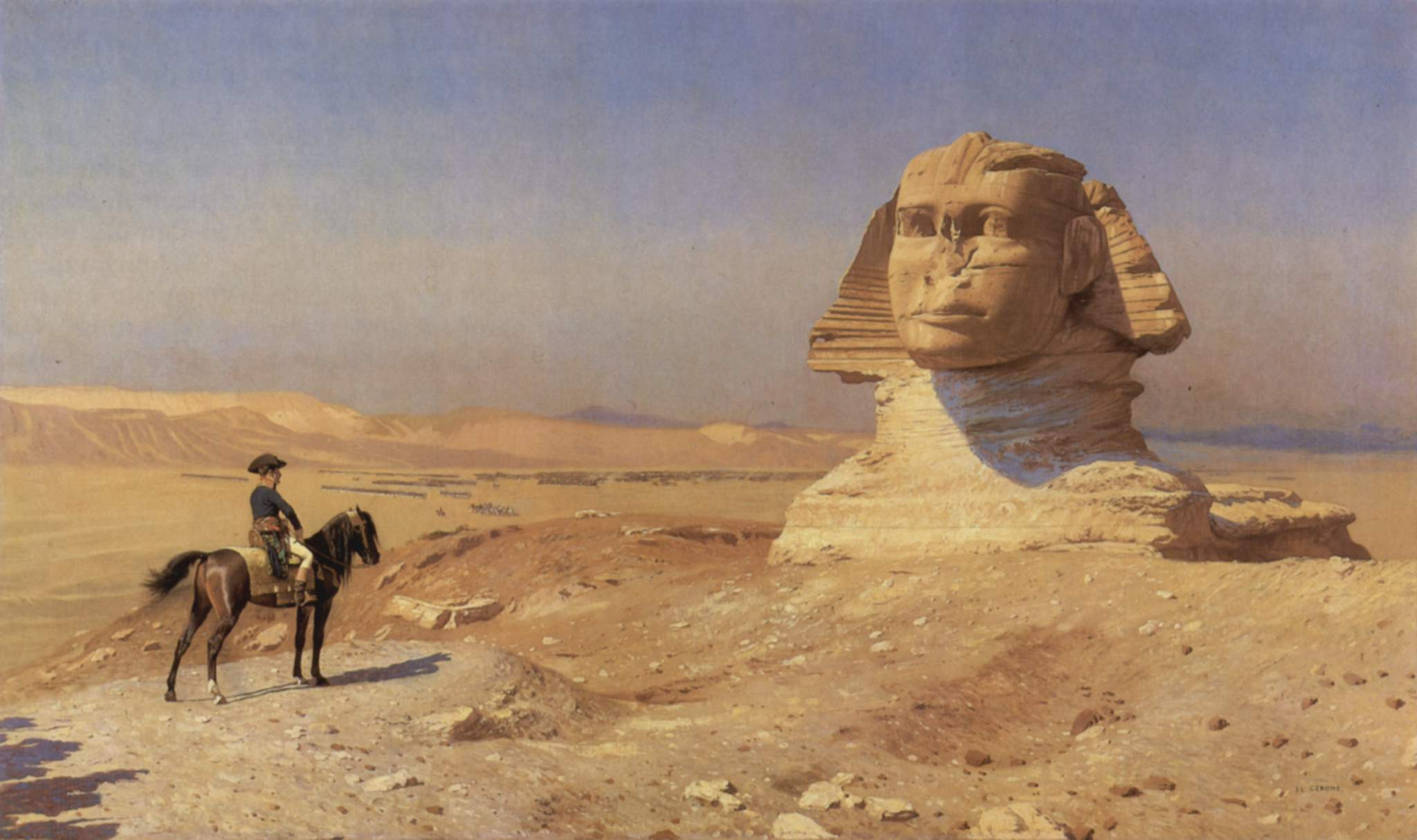
Bonaparte davant l'esfinx, per Jean-Léon Gérôme, c. 1868

Nomenat cirurgià en cap de l'exèrcit d'Orient, Larrey inaugura noves pràctiques quirúrgiques i inventa un sistema d'ambulàncies a lloms de dromedaris. Ordenarà d'equipar els dromedaris amb cistells de fulles de palmera, suspesos a cada costat de la gepa per corretges elàstiques. Aquests sostindran els ferits en un matalàs, i els braços i cames se sostindran en una taula de bàscula. Es faran 24 ambulàncies per cada divisió de l'exèrcit d'Orient que parteixen el 10 de febrer de 1799 en la campanya de Síria.
Ell serà qui li amputi un braç al general Maximilien Caffarelli, per una ferida de bala durant el setge de Sant Joan d'Acre; tres setmanes després el general moriria per una febre i Larrey li practicarà l'autòpsia. Arriba a cosir la llengua d'un oficial greument ferit, abans de fer que l'alimentin per sonda i després amb biberó. Contràriament a les recomanacions d'Ambroise Paré observades pels cirurgians des de feia dos segles, Larrey tanca ferides toràciques acompanyades d'hemorràgia; l'èxit del mètode li obrirà les portes dels manuals de medicina. Conserva el cadàver de l'assassí del general Jean-Baptiste Kléber, que seria transportat a França amb finalitats científiques.
Al Caire, imparteix un curs de cirurgia i entra a l'institut d'Egipte el 4 de juliol de 1799. El cirurgià en cap serà un dels últims membres de l'institut a deixar Egipte el 27 d'octubre de 1801 acompanyant el general Jacques de Menou de Boussay, baró de Menou, a qui guareix de la pesta en el vaixell que els porta a França. Publicarà dos anys més tard Relation historique de l'expédetion de l'armee d'Orient en Égyte et en Syrie.

### Reconeixement de soldats i militars

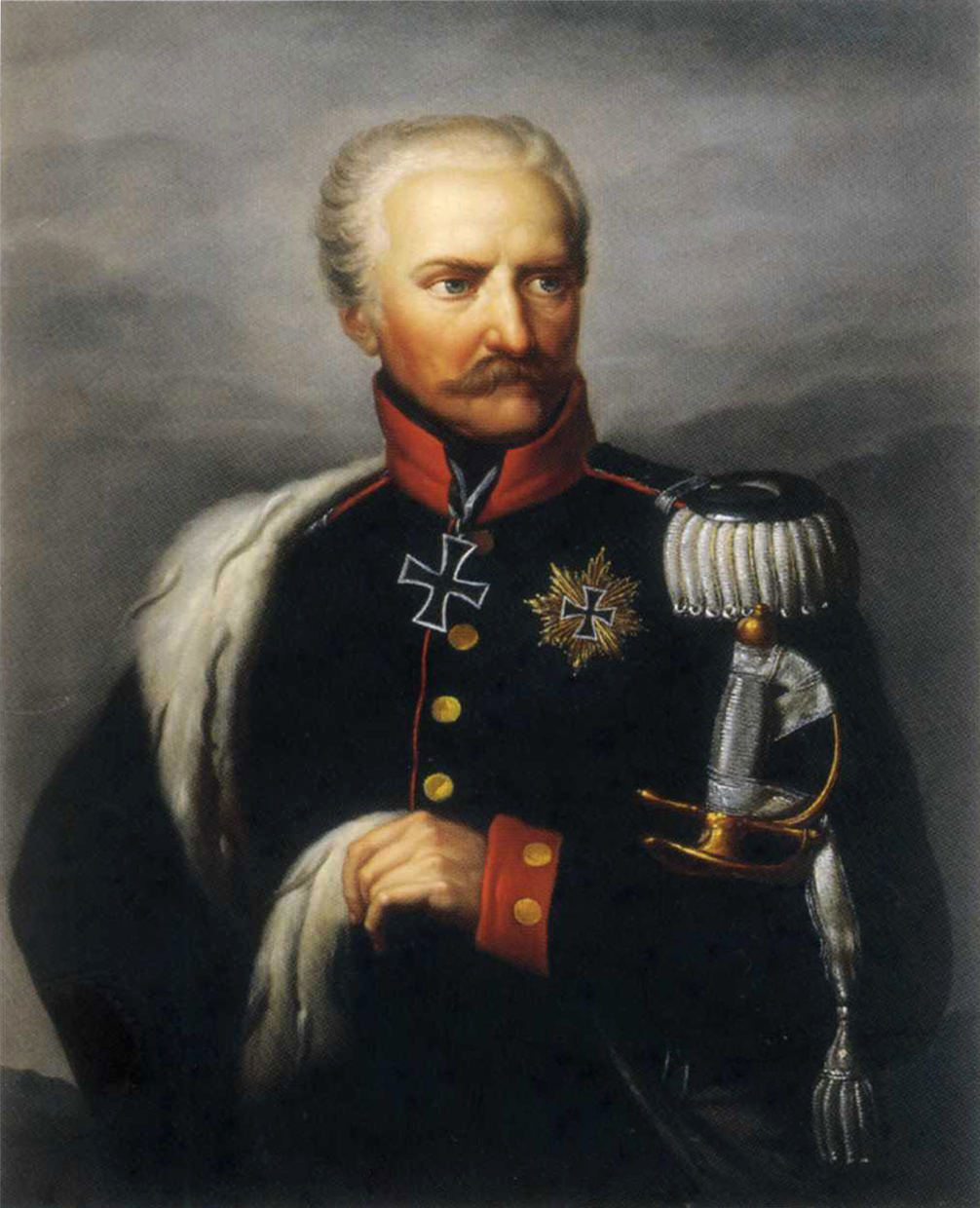
Von Blücher

Va ser extraordinàriament popular entre els soldats, els quals el denominaven «la Providència del soldat» des que va ser batejat amb aquest sobrenom en la campanya d'Egipte. Va establir un ordre de prioritat en l'assistència als ferits independent del rang que ostentessin i fins i tot l'exèrcit al qual pertanyessin. En nombroses ocasions va atendre ferits dels combatents enemics, amb la qual cosa guanyà també entre ells el reconeixement de la seva abnegació.
Durant la decisiva batalla de Waterloo, el Duc de Wellington va quedar sorprès per la visió d'una ambulància francesa a la proximitat de l'avantguarda de l'exèrcit britànic. Quan el general va ser informat que el cirurgià que atenia els ferits a l'ambulància era Larrey en persona, el duc de Wellington, coneixedor de la seva fama, es va treure el bicorn i el va saludar amb aquesta expressió, «Jo saludo l'honor i la lleialtat de tal doctor ».

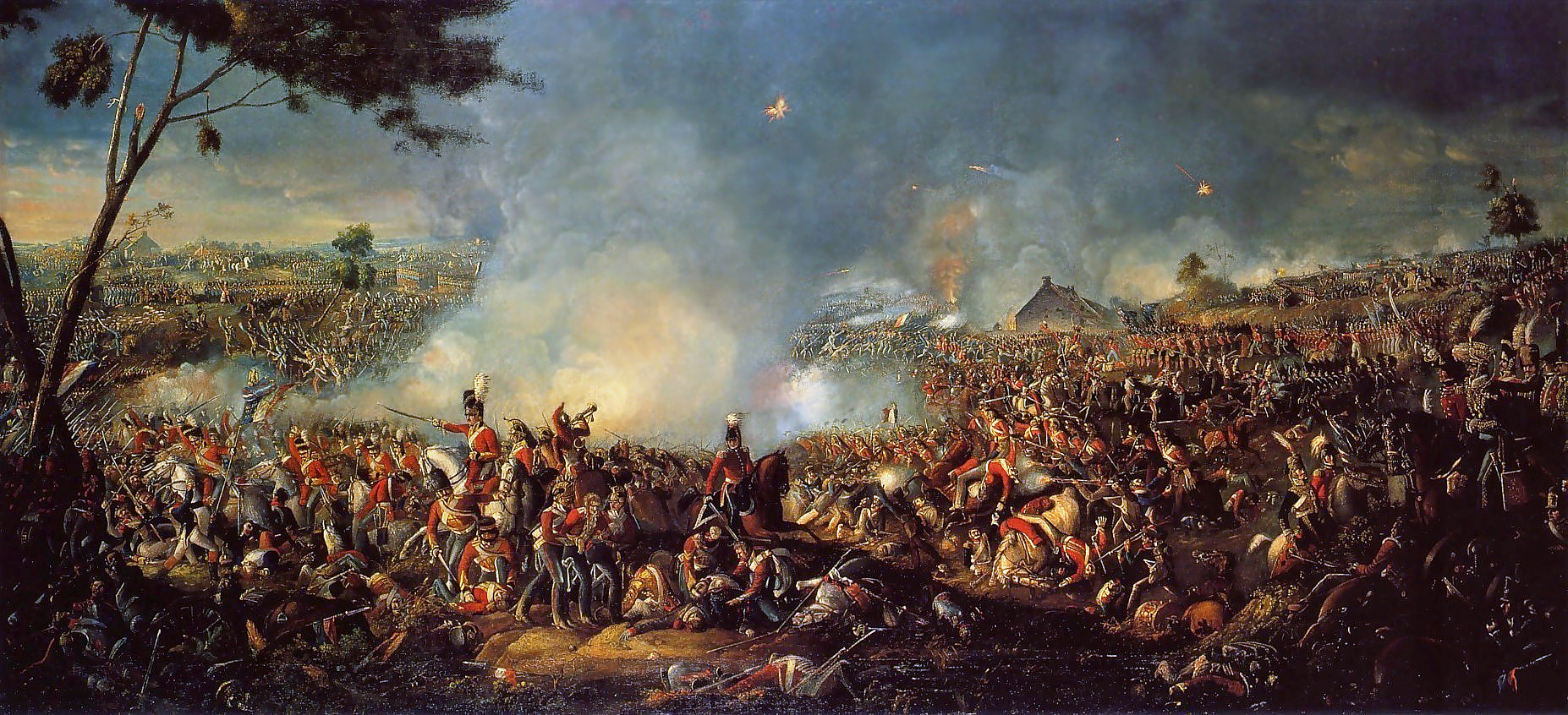
La Batalla de Waterloo, per William Sadler (1782-1839)

Tot seguit, va ordenar redirigir la línia de foc per salvaguardar el cirurgià i la eva ambulància. Aquesta consideració li va salvar la vida al final de la batalla, quan va ser capturat pels prussians i condemnat a morir afusellat, però va escapar d'ella per la intercessió, davant el mariscal Gebhard Leberecht von Blücher, comandant en cap de l'exèrcit prussià, d'un metge alemany que havia estat alumne seu i que el va reconèixer.
Conduït davant la presència de Blücher, aquest li va agrair profundament haver salvat la vida del seu fill, ferit i capturat pels francesos en una campanya prèvia a Àustria. Li va oferir aliments, diners i salconduit per viatjar a territori neutral.

## Activitat posterior i mort

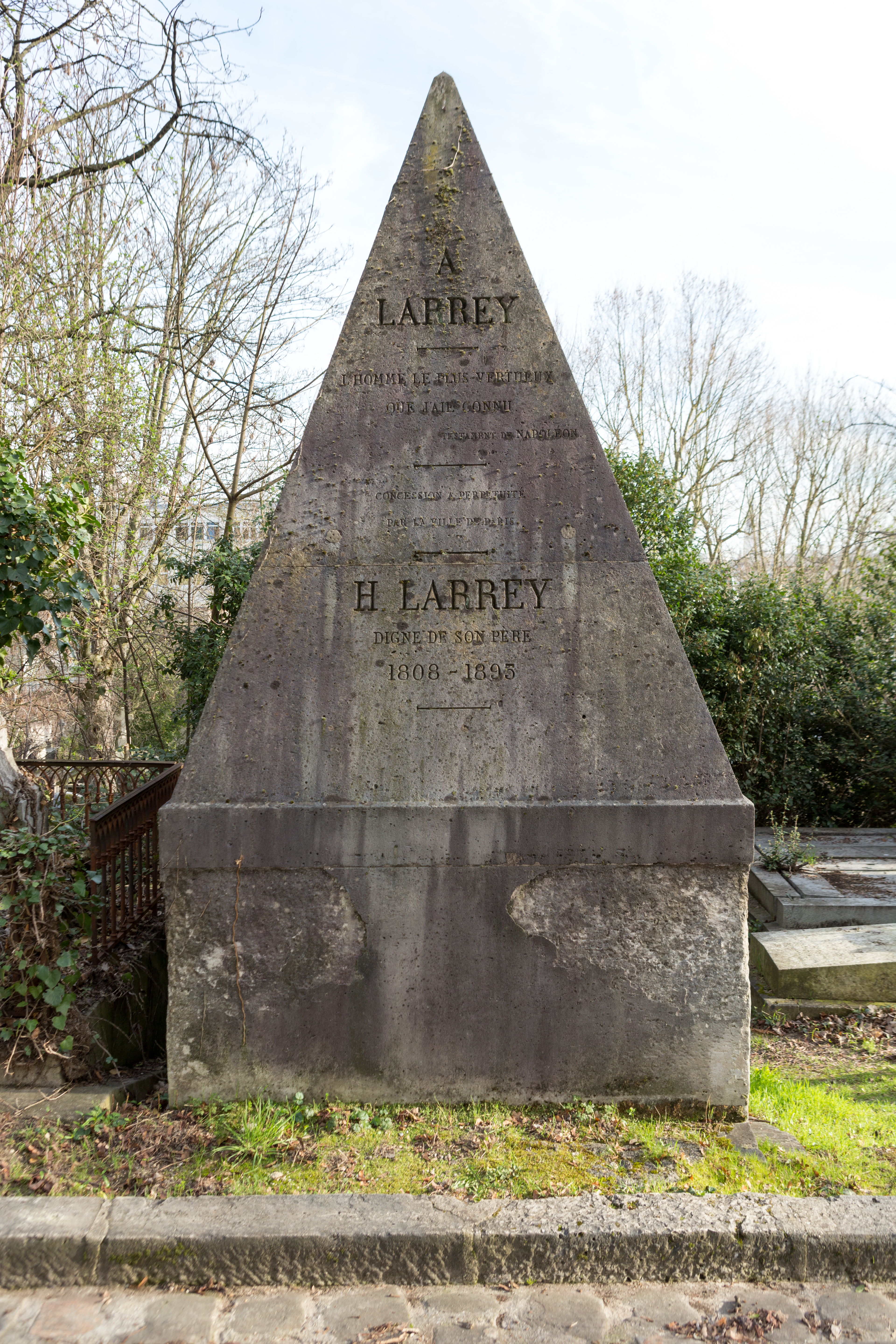
Tomba de Larrey al Cementiri del Père-Lachaise, amb l'epitafi A Larrey, l'homme le plus vertueux que j'aie connu, extr. del testament de Napoleó

Després de les guerres napoleòniques va prosseguir la seva activitat com a cirurgià a França i va ser nomenat cirurgià en cap de l'Hospital dels Invàlids el 1838. Va morir a Lió el 25 de juliol de 1842, a l'edat de 76 anys. Havia viatjat a Algèria amb el seu fill Hyppolyte per inspeccionar els hospitals militars, quan va emprendre un precipitat viatge de tornada en assabentar-se que la seva esposa havia caigut greument malalta. En el curs del viatge va desenvolupar una pneumònia que li causaria la mort 24 hores després de la seva arribada i poc després de la mort de la seva estimada esposa.

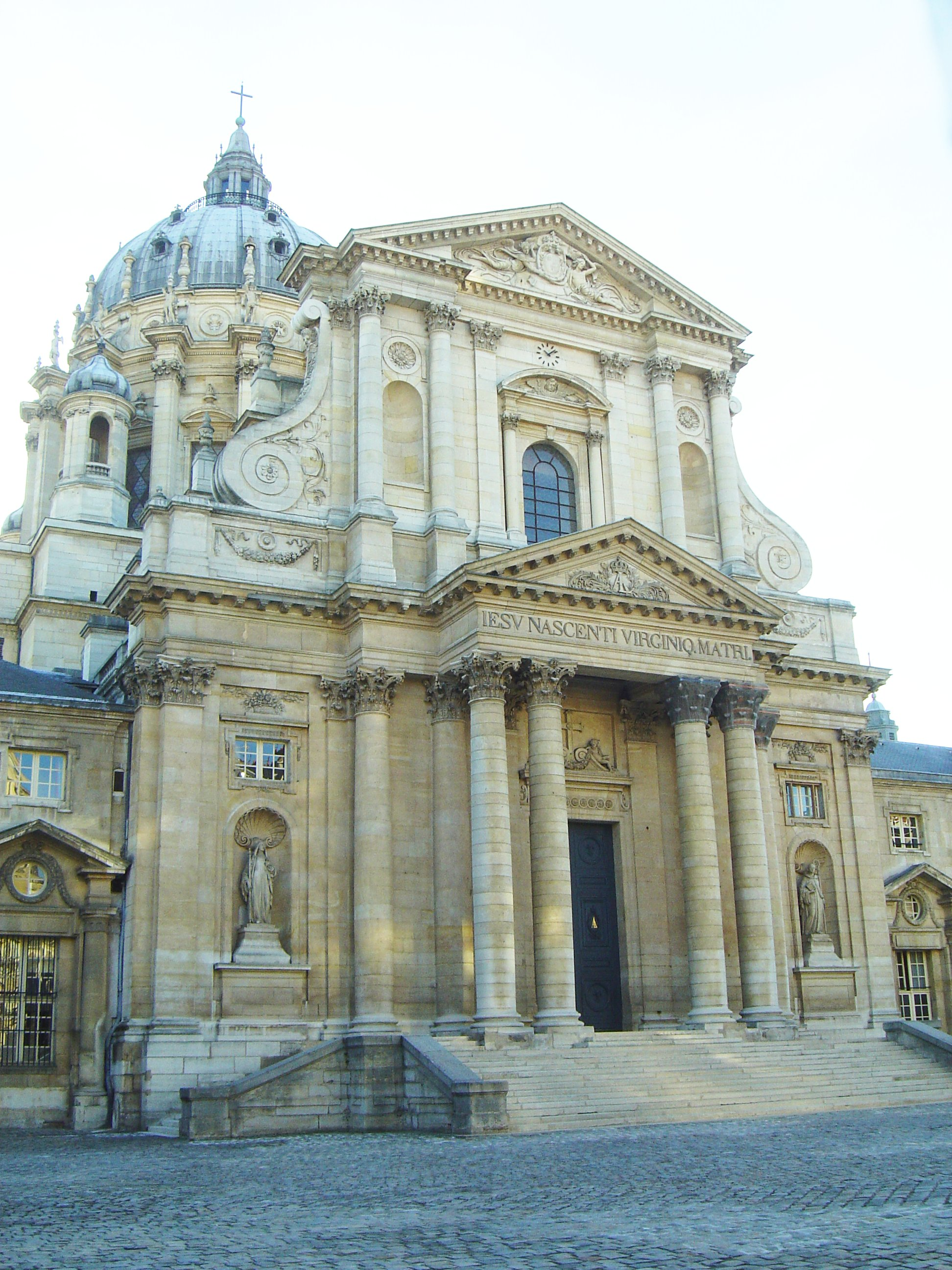
Capella de l'Hospital Militar de Val-de-Grâce, on s'alberga el cor de Larrey

Larrey havia manifestat el seu desig de ser enterrat a Les Invalides, entre els seus soldats. Aquest desig no va ser respectat causa de l'oposició del ministre de la guerra, Nicolas Jean de Dieu Soult.
Soult havia protagonitzat un contenciós amb Larrey, que l'havia desautoritzat davant Napoleó per la qüestió de les al·legacions de les automutilacions dels soldats. Soult mai va perdonar a Larrey aquesta ofensa pública. Com a simple cirurgià, se li va negar a Larrey el repòs entre els mariscals, els generals i els soldats.
Va ser enterrat al cementiri de Père Lachaise de París, separant el seu cor i vísceres, que van ser guardades en una cambra cuirassada a la capella de l'Hospital Militar de Val-de-Grâce, a París.
No obstant això, la voluntat de Larrey va ser finalment respectada el 15 de desembre de 1992, quan les seves restes van ser traslladades a l'Hôtel des Invalides, gràcies a la intercessió de la Societat Francesa d'Història de la Medicina.

## Altres aportacions mèdiques

### Aportació a la literatura mèdica
La seva aportació a la literatura mèdica es va concretar principalment amb els llibres Mémoires de chirurgie militaire, en quatre volums, Recueil de mémoires de chirurgie i Clinique chirurgicale, resum de gairebé quaranta anys d'exercici de la cirurgia militar.

### Procediments, observacions i descripcions mèdiques

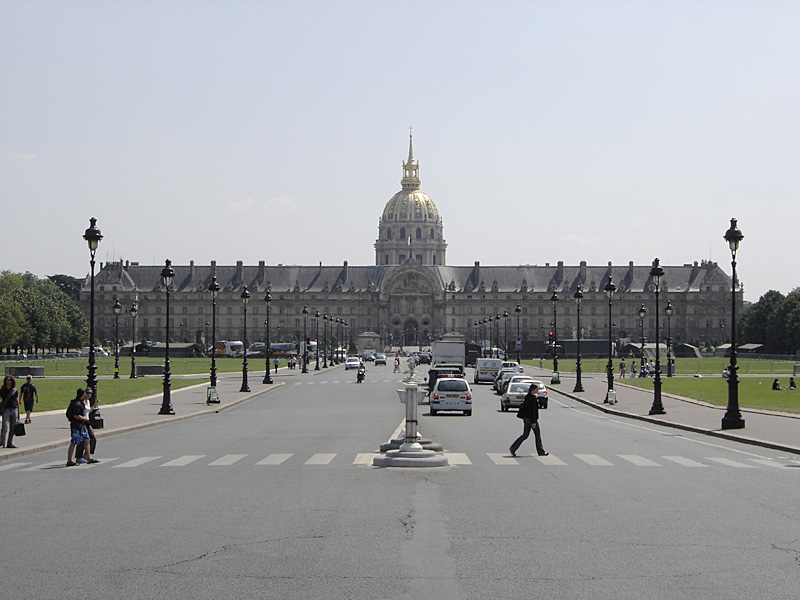
Hôtel des Invalides, on reposen les restes de Larrey des de 1992

Com a cirurgià militar va adquirir notable habilitat en amputacions ràpides i precises. Era capaç de fer una amputació en menys de cinc minuts. Cal tenir en compte l'absència d'anestèsia i que el dolor només era alleujat amb la ingesta de begudes alcohòliques. Es diu que durant la desastrosa campanya de Rússia, a les 24 hores posteriors a la batalla de Batalla de Borodino va realitzar més de 200 amputacions i en la batalla del Berézina 234. Creia molt important una amputació precoç de les extremitats greument danyades per evitar els efectes de la gangrena i el tètanus.
Es coneix com a "amputació de Larrey" el procediment consistent en la realització d'un con de base externa i vèrtex intern, amb l'àrea de tall a tres nivells, pell, múscul i os. Va descriure un tipus d'amputació amb desarticulació de l'espatlla que es coneix com a procediment de Larrey (mètode de desarticulació de l'espatlla per una incisió que s'estén des de l'acromi al llarg del braç en una longitud de 10 centímetres i des d'aquest punt al voltant del braç fins al centre de l'aixella).

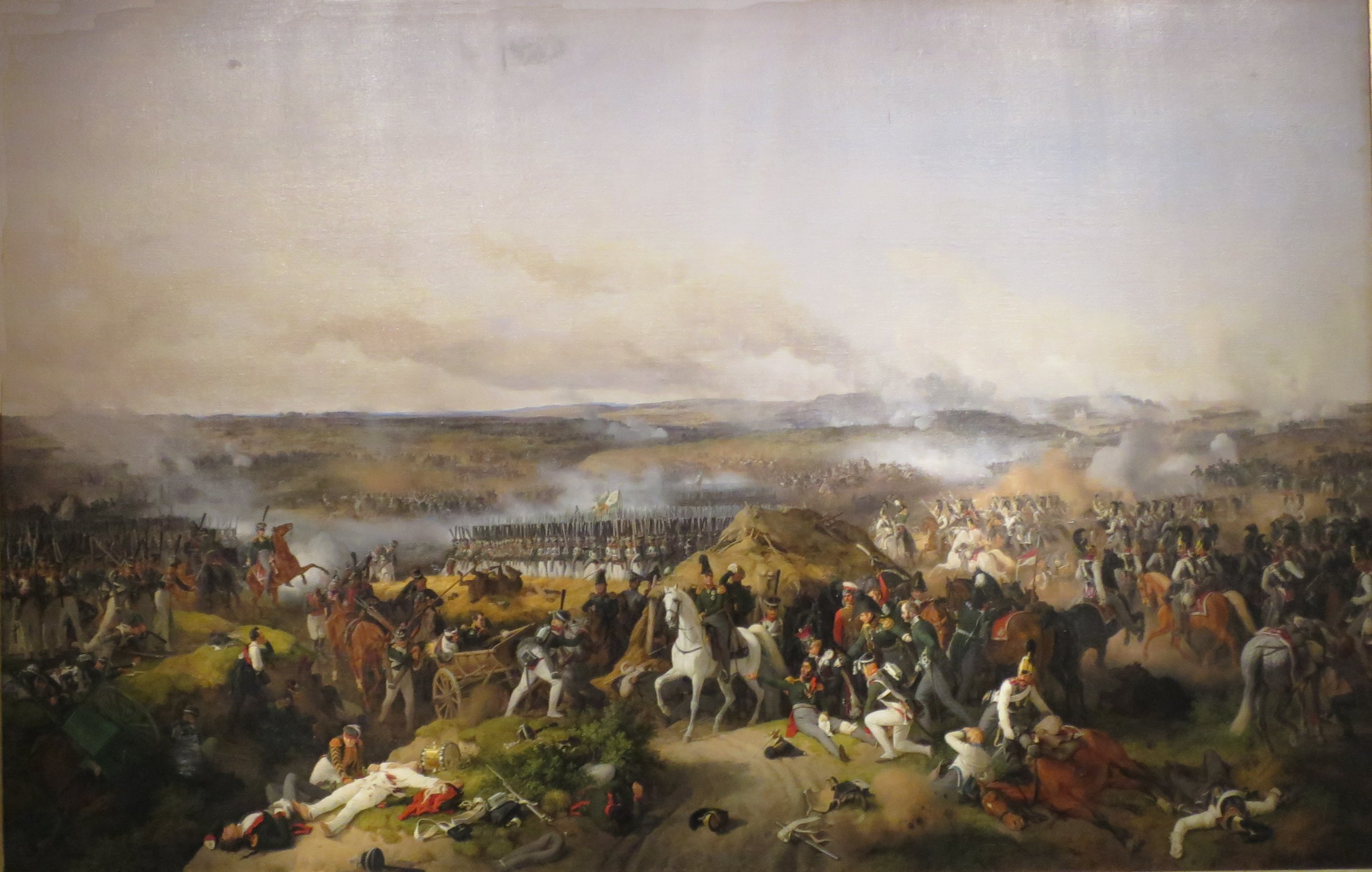
La batalla de Borodinó de Peter von Hess

Va realitzar també interessants observacions sobre els mecanismes de l'hemostàsia, sobre procediments de drenatge de l'empiema, de l'hemotòrax i de l'hemopericardi i sobre la conveniència d'aïllament de pacients amb infecció. Va descriure de forma molt precisa la manifestació clínica del tètanus per la qual cosa també es coneix com a malaltia de Larrey. Ha donat el seu nom a un signe clínic de la sacrocoxàlgia, conegut com a signe de Larrey, que consisteix en un dolor intens a la símfisi sacroilíaca que es percep en seure bruscament sobre un pla resistent.
El trígon esternocostal esquerre del diafragma (àrea del diafragma, de petita dimensió i major debilitat, en la part anterior del diafragma i adjacent a la inserció esternocostal del múscul) és coneguda com a esquerda de Larrey per la seva descripció com a via idònia per al drenatge de l'hemopericardi.
En definitiva va ser un cirurgià polifacètic i excepcional, la principal aportació del qual va ser l'organització de la ràpida evacuació de ferits, amb la introducció d'un sistema de transport àgil en ambulàncies, i la realització dels primers triatges de la història. Va renovar totalment la sanitat militar. La nova concepció de Larrey en l'assistència als ferits de guerra va ser incorporada per tots els exèrcits del món. El mateix concepte també ha estat incorporat després per la societat civil en la seva aplicació al transport d'accidentats i malalts.